# St. Konrad und Vinzenz (Fronhofen)

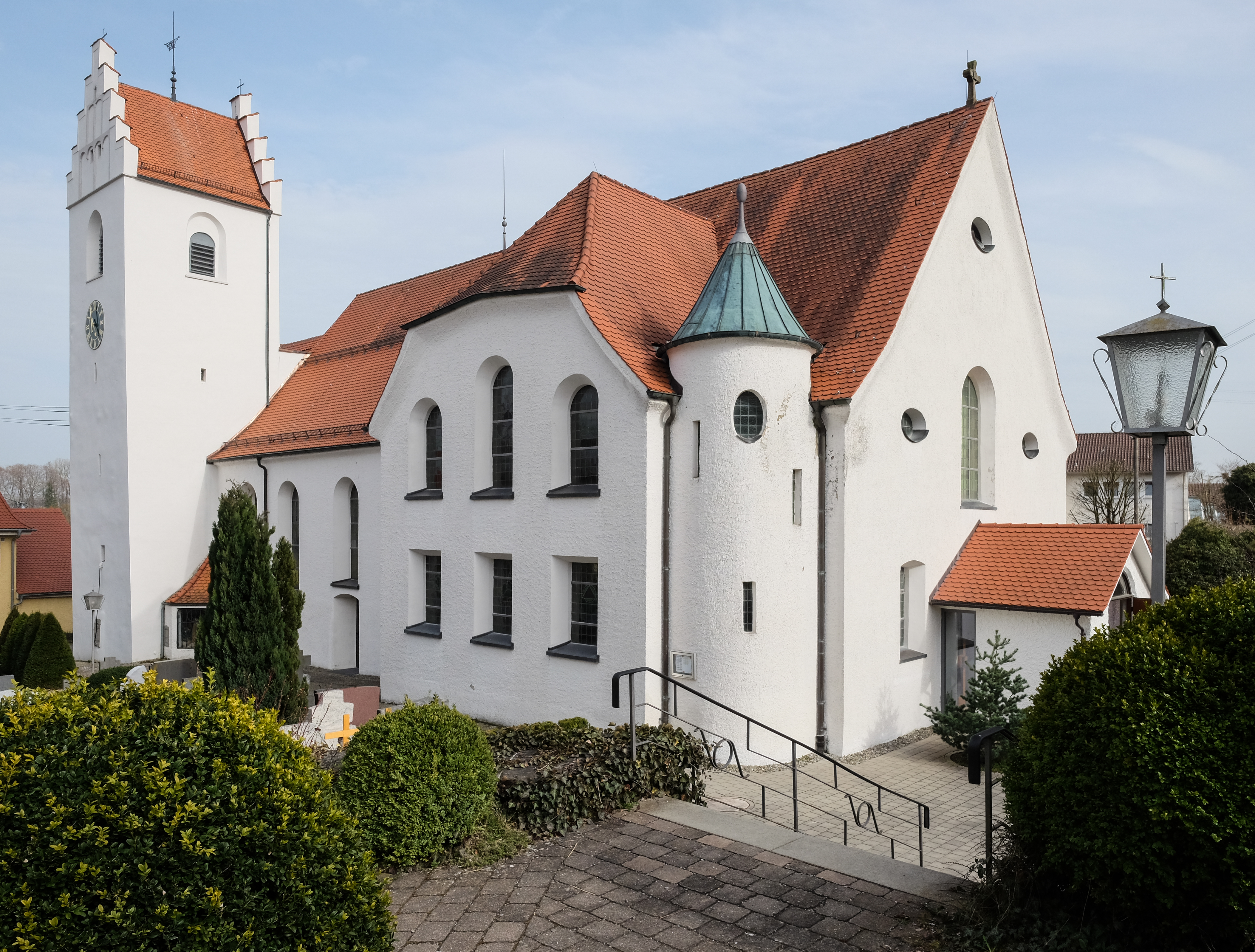
St. Konrad und Vinzenz in Fronhofen

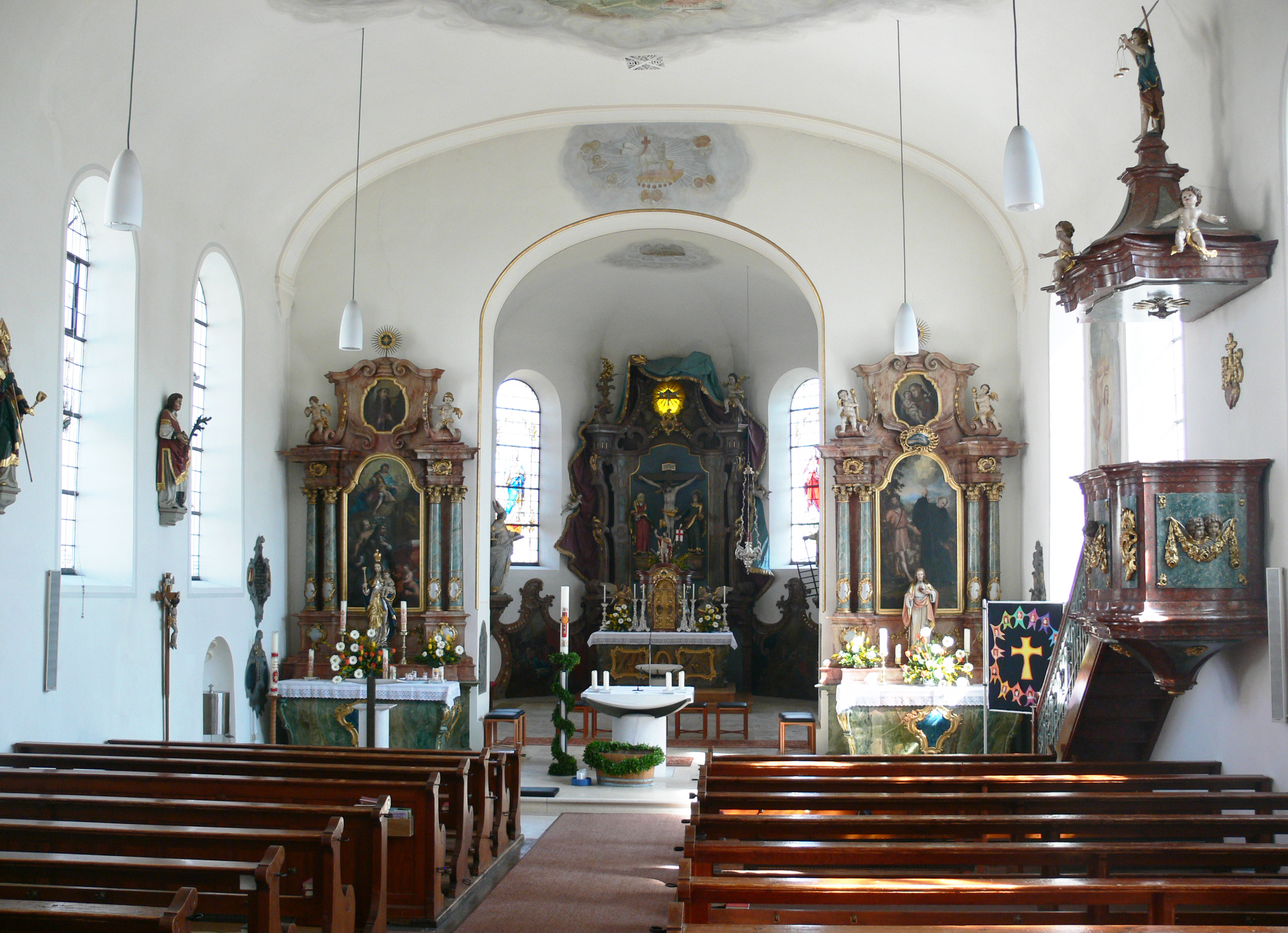
Innenansicht

Die römisch-katholische Pfarrkirche St. Konrad und Vinzenz steht in Fronhofen, einem Gemeindeteil von Fronreute im Landkreis Ravensburg in Baden-Württemberg. Die Kirchengemeinde gehört zum Dekanat Allgäu-Oberschwaben in der Diözese Rottenburg-Stuttgart. Das Bauwerk ist beim Landesamt für Denkmalpflege Baden-Württemberg als Baudenkmal eingetragen.

## Beschreibung
Die im Kern gotische Saalkirche entstand 1487 durch die Erweiterung einer Kapelle aus dem Jahr 1292. Sie bestand aus einem Langhaus, einem eingezogenen, dreiseitig geschlossenen Chor im Osten, dem Chorflankenturm, dessen untere Geschosse aus dem 13. oder 14. Jahrhundert stammen, an dessen Nordwand und der Sakristei an der Südwand. Den Staffelgiebel erhielt der Chorflankenturm erst im 16. Jahrhundert. 1910–1912 wurde das Langhaus nach Westen erweitert und mit einem Querschiff und zwei Treppentürmen in der westlichen Ecke zum Langhaus versehen. Die Saalkirche wurde dadurch zur Kreuzkirche erweitert. 
Zur Kirchenausstattung gehören Statuen von Jakob Russ. Das Altarretabel des Hochaltars wurde durch eine Kreuzigungsgruppe aus dem 17. Jahrhundert ersetzt. 1733 wurde die Kirchenausstattung im Baustil des Rokoko neu gestaltet. Die Orgel mit 23 klingenden Registern stammt aus dem Jahr 1999.
Im Kirchturm hängt ein verhältnismäßig großes Glockengeläut von sechs Glocken:
| Glocke | Gießer                             | Gussjahr | Schlagton |
| ------ | ---------------------------------- | -------- | --------- |
| 1      | Glockengießerei Bachert, Heilbronn | 1982     | c′        |
| 2      | Glockengießerei Grüninger, Neu-Ulm | 1950     | es′       |
| 3      | Leonhard und Peter Ernst, Lindau   | 1680     | f′        |
| 4      | Glockengießerei Grüninger, Neu-Ulm | 1950     | g′        |
| 5      | Glockengießerei Grüninger, Neu-Ulm | 1950     | b′        |
| 6      | Glockengießerei Grüninger, Neu-Ulm | 1950     | c″        |

## Nachweise
1. ↑  youtube.com: Fronhofen (Fronreute), Die Glocken der Pfarrkirche St. Konrad

Koordinaten: 47° 51′ 31,1″ N, 9° 31′ 17,3″ O